# 黄花烟草
黄花烟草（学名：Nicotiana rustica）为茄科烟草属下的一个种。
越南農民稱為「老撾菸」。具有單胺氧化酶蓬生物鹼和非常高的菸鹼含量（約9倍煙草，這是含有約1-3％的菸鹼正常菸葉，這裡作為黃花煙草具有約9％）。
20世纪30年代从苏联传入了新疆，在绥定县、伊宁县等地种植，生产莫合烟。“莫合烟”是俄语“玛合勒嘎”的音译。

## 扩展阅读
- 維基物種上的相關：黄花烟草

1. ↑  《新疆通志 烟草志（1607—2000年）》，新疆人民出版社，2004年07月版，16开，795页